# Evadne (filla d'Èpit)
Segons la mitologia grega, Evadne (en grec antic: Εὐάδνη) va ser una filla d'Èpit (altres genealogies n'atribueixen la paternitat a Posidó) i de Pítane.
Apol·lo la va estimar i d'aquesta relació va néixer Íam, l'antecessor de la família de sacerdots dels Iàmides, a Olímpia.